# Patrick Proisy
Patrick Proisy, né le 10 septembre 1949 à Évreux, est un joueur de tennis professionnel français.
Il a notamment été finaliste à Roland-Garros en 1972 contre Andrés Gimeno.

## Biographie
Fils d'un notaire, il fait ses études au lycée d'Évreux. Son frère Philippe est l'architecte du centre de formation du Racing Club de Strasbourg. Il a épousé en premières noces Marion Cristiani, sœur du chanteur Hervé Cristiani. Ensemble ils ont eu une fille, Daphnée. Il a épousé en secondes noces Nathalie Noah, l'une des deux sœurs de Yannick Noah. Ensemble, ils ont eu trois enfants : Sébastien, Thomas et Amandine.

## Carrière sportive
Patrick Proisy est sacré Champion de France cadets en 1964, junior en 1967 puis vainqueur du tournoi de Roland-Garros junior la même année. En 1970, il s'adjuge la médaille d'or aux Universiades d'été à Turin. Il remporte le National en 1972 et 1973 en double avec Patrice Dominguez et en simple en 1976.
En 1972, il atteint la finale de Roland-Garros. Tête de série no 9, il bat en quart Jan Kodeš, tête de série no 1. En demi-finale, il affronte le no 4 Manuel Orantes. Grand spécialiste de la terre battue, l’Espagnol est alors en pleine confiance avec ses victoires récentes à Rome contre Kodeš et à Bruxelles contre Gimeno. C’est grâce à un style vif et offensif que le Français le bouscule tout au long du match et le bat en trois manches. En finale, c'est Andrés Gimeno no 6 qui remporte le combat. Le public parisien apprécie particulièrement la maestria au filet du Français qui remporte la première manche. Gimeno répond à ce beau jeu d’attaque par des passing shots qui vont faire la différence au fur et à mesure du déroulement du match. Il atteint le 6e rang au classement du Grand Prix à l'issue du tournoi.
Début 1973, il atteint la demi-finale de l’open d’Australie, perdant contre le futur vainqueur de l’épreuve, John Newcombe.
En 1975 à Bournemouth, il bat Ilie Năstase, disqualifié pour cause de "dispute persistante" avec l'arbitre. En 1980, il bat José Higueras, alors 7e mondial, au 1er tour de Monte Carlo.
Il compte 14 sélections en Coupe Davis de 1971 à 1978 pour 22 matches joués et 13 gagnés.

## Palmarès

### Titres en simple messieurs
| No | Date       | Nom et lieu du tournoi                    | Catégorie | Dotation | Surface      | Finaliste         | Score         |  |
| -- | ---------- | ----------------------------------------- | --------- | -------- | ------------ | ----------------- | ------------- |  |
| 1  | 10-12-1972 | Tournoi de tennis de Perth, Perth         |           | NC $     | Gazon (ext.) | Wanaro N'Godrella | 7-5, 6-4, 6-3 |  |
| 2  | 11-07-1977 | Tournoi de tennis des Pays-Bas, Hilversum |           | 75 000 $ | Terre (ext.) | Lito Álvarez      | 6-0, 6-2, 6-0 |  |
| 3  | 15-01-1980 | Hollywood Classic, Guarujá                |           | 75 000 $ | NC           | Gianni Ocleppo    | 6-4, 6-2      |  |

### Finales en simple messieurs
| No | Date       | Nom et lieu du tournoi                    | Catégorie  | Dotation | Surface      | Vainqueur        | Score                    |          |
| -- | ---------- | ----------------------------------------- | ---------- | -------- | ------------ | ---------------- | ------------------------ | -------- |
| 1  | 22-05-1972 | Roland-Garros, Paris                      | G. Chelem  | 77 500 $ | Terre (ext.) | Andrés Gimeno    | 4-6, 6-3, 6-1, 6-1       | Parcours |
| 2  | 08-01-1973 | Tournoi de tennis d'Auckland, Auckland    | Grand Prix | 15 000 $ | Gazon (ext.) | Onny Parun       | 4-6, 6-7, 6-2, 6-0, 7-6  |          |
| 3  | 12-05-1975 | Coca-Cola British Hard Court, Bournemouth | Grand Prix | 50 000 $ | Terre (ext.) | Manuel Orantes   | 6-3, 4-6, 6-2, 7-5       |          |
| 4  | 03-05-1976 | Tournoi de tennis de Florence, Florence   | Grand Prix | 30 000 $ | Terre (ext.) | Paolo Bertolucci | 6-7, 2-6, 6-3, 6-2, 10-8 |          |

### Finale en double messieurs
| No | Date       | Nom et lieu du tournoi                       | Catégorie  | Dotation | Surface      | Vainqueurs                | Partenaire    | Score         |  |
| -- | ---------- | -------------------------------------------- | ---------- | -------- | ------------ | ------------------------- | ------------- | ------------- |  |
| 1  | 16-04-1973 | Tournoi de tennis de Monte-Carlo Monte-Carlo | Grand Prix | 20 000 $ | Terre (ext.) | Juan Gisbert Ilie Năstase | Georges Goven | 6-2, 6-2, 6-2 |  |

## Parcours dans les tournois duGrand Chelem

### En simple
| Année | Open d'Australie | Open d'Australie | Internationaux de France | Internationaux de France | Wimbledon       | Wimbledon       | US Open         | US Open         |
| ----- | ---------------- | ---------------- | ------------------------ | ------------------------ | --------------- | --------------- | --------------- | --------------- |
| 1968  | —                | —                | 2e tour (1/32)           | H. Fitzgibbon            | —               | —               | —               | —               |
| 1969  | —                | —                | 1er tour (1/64)          | Dennis Ralston           | —               | —               | 1er tour (1/64) | Ron Holmberg    |
| 1970  | —                | —                | 1er tour (1/64)          | Ilie Năstase             | 1er tour (1/64) | J.-C. Barclay   | —               | —               |
| 1971  | —                | —                | 1/4 de finale            | Jan Kodeš                | 2e tour (1/32)  | Arthur Ashe     | 1er tour (1/64) | B. Seewagen     |
| 1972  | 2e tour (1/16)   | John Cooper      | Finale                   | Andrés Gimeno            | 2e tour (1/32)  | Pat Cramer      | 2e tour (1/32)  | Raúl Ramírez    |
| 1973  | 1/2 finale       | John Newcombe    | 1er tour (1/64)          | Tom Gorman               | —               | —               | 1er tour (1/64) | Stan Smith      |
| 1974  | —                | —                | 3e tour (1/16)           | Raúl Ramírez             | 2e tour (1/32)  | Adriano Panatta | —               | —               |
| 1975  | —                | —                | 3e tour (1/16)           | Onny Parun               | 1er tour (1/64) | Marty Riessen   | 1er tour (1/64) | Andrew Pattison |
| 1976  | —                | —                | 2e tour (1/32)           | Wojtek Fibak             | 1er tour (1/64) | Richard Lewis   | 1er tour (1/64) | Raúl Ramírez    |
| 1977  | —                | —                | 2e tour (1/32)           | B. Mottram               | —               | —               | 2e tour (1/32)  | Ray Moore       |
| 1978  | n.o.             | n.o.             | 2e tour (1/32)           | Ricardo Cano             | —               | —               | —               | —               |
| 1979  | n.o.             | n.o.             | 1er tour (1/64)          | P. Dominguez             | —               | —               | —               | —               |
| 1980  | n.o.             | n.o.             | 1er tour (1/64)          | Paul McNamee             | —               | —               | —               | —               |
| 1981  | n.o.             | n.o.             | 2e tour (1/32)           | Ilie Năstase             | —               | —               | —               | —               |

N.B. : à droite du résultat se trouve le nom de l'ultime adversaire.

### En double
| Année | Open d'Australie                                                                 | Open d'Australie                                                                   | Internationaux de France                                                             | Internationaux de France                                                         | Wimbledon                                                                           | Wimbledon                                                                        | US Open | US Open |
| ----- | -------------------------------------------------------------------------------- | ---------------------------------------------------------------------------------- | ------------------------------------------------------------------------------------ | -------------------------------------------------------------------------------- | ----------------------------------------------------------------------------------- | -------------------------------------------------------------------------------- | ------- | ------- |
| 1968  | —                                                                                | —                                                                                  | 1er tour (1/32) C. Duxin \|\| style="text-align:left;" \| Phillips-Moore C. Richey   | —                                                                                | —                                                                                   | —                                                                                | —       |         |
| 1969  | —                                                                                | —                                                                                  | 2e tour (1/32) Dominguez \|\| style="text-align:left;" \| Carmichael I. El Shafei    | —                                                                                | —                                                                                   | 1er tour (1/32) J-P. Courcol \|\| style="text-align:left;" \| R. Howe M. Orantes |         |         |
| 1970  | —                                                                                | —                                                                                  | 3e tour (1/16) Montrenaud \|\| style="text-align:left;" \| M. Mulligan Pietrangeli   | —                                                                                | —                                                                                   | —                                                                                | —       |         |
| 1971  | —                                                                                | —                                                                                  | 1er tour (1/64) G. Goven \|\| style="text-align:left;" \| C. Bovett B. Seewagen      | 2e tour (1/16) G. Goven \|\| style="text-align:left;" \| Ilie Năstase Ion Țiriac | 2e tour (1/16) J. Chanfreau \|\| style="text-align:left;" \| J. Alexander Phil Dent |                                                                                  |         |         |
| 1972  | 1/4 de finale Dominguez \|\| style="text-align:left;" \| Dick Crealy Allan Stone | 1/8 de finale Dominguez \|\| style="text-align:left;" \| S. Likhachev A. Metreveli | 1er tour (1/32) Dominguez \|\| style="text-align:left;" \| Jeff Austin S. Mayer      | 1er tour (1/32) Dominguez \|\| style="text-align:left;" \| Tom Okker M. Riessen  |                                                                                     |                                                                                  |         |         |
| 1973  | 1/4 de finale Dominguez \|\| style="text-align:left;" \| J. Alexander Phil Dent  | —                                                                                  | —                                                                                    | —                                                                                | —                                                                                   | —                                                                                | —       |         |
| 1974  | —                                                                                | —                                                                                  | 1er tour (1/32) J-C. Barclay \|\| style="text-align:left;" \| J. Higueras Mandarino  | —                                                                                | —                                                                                   | —                                                                                | —       |         |
| 1975  | —                                                                                | —                                                                                  | 2e tour (1/16) G. Goven \|\| style="text-align:left;" \| É. Deblicker D. Naegelen    | —                                                                                | —                                                                                   | —                                                                                | —       |         |
| 1976  | —                                                                                | —                                                                                  | —                                                                                    | —                                                                                | 2e tour (1/16) F. Jauffret \|\| style="text-align:left;" \| J. Delaney Sashi Menon  | —                                                                                | —       |         |
| 1977  | —                                                                                | —                                                                                  | 1/8 de finale É. Deblicker \|\| style="text-align:left;" \| Bob Hewitt Ilie Năstase  | —                                                                                | —                                                                                   | —                                                                                | —       |         |
| 1978  | n.o.                                                                             | n.o.                                                                               | 1er tour (1/32) É. Deblicker \|\| style="text-align:left;" \| Jan Kodeš Tomáš Šmíd   | —                                                                                | —                                                                                   | —                                                                                | —       |         |
| 1979  | n.o.                                                                             | n.o.                                                                               | 1er tour (1/32) B. Fritz \|\| style="text-align:left;" \| B. Balleret J. Thamin      | —                                                                                | —                                                                                   | —                                                                                | —       |         |
| 1980  | n.o.                                                                             | n.o.                                                                               | 1er tour (1/32) Dominguez \|\| style="text-align:left;" \| M. Günthardt Louk Sanders | —                                                                                | —                                                                                   | —                                                                                | —       |         |
| 1981  | n.o.                                                                             | n.o.                                                                               | 1er tour (1/32) É. Deblicker \|\| style="text-align:left;" \| M. Günthardt B. Sisson | —                                                                                | —                                                                                   | —                                                                                | —       |         |

N.B. : le nom du ou de la partenaire se trouve sous le résultat ; le nom des ultimes adversaires se trouve à droite.

## Reconversion
Après sa carrière de joueur de tennis, il devient directeur de la filiale française du groupe de management sportif américain IMG McCormack. À la suite du rachat du club de football du Racing Club de Strasbourg Alsace par cette société en 1997, il est aussi président du club strasbourgeois jusqu'en 2003. En 2016, il est condamné à de la prison avec sursis pour des irrégularités sur des transferts de joueurs pendant cette présidence, peine ramenée à 6 mois avec sursis par la Cour d'appel de Colmar. Cette décision a été cassée par la Cour de cassation le 10 mars 2021 et l'affaire renvoyée devant la Cour d'appel de Nancy.
En 2004, il est candidat à la présidence de la Fédération Française de Tennis associé à Jean-Paul Loth.